# Amand von Harenne

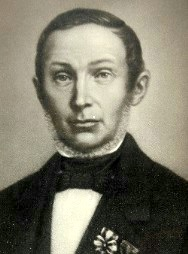
Amand von Harenne

Peter Benedikt Joseph Amand von Harenne (geboren am 14. April 1813 in Raeren; gestorben am 7. Januar 1866 in Eupen) war ein preußischer Verwaltungsbeamter, Bürgermeister der Bürgermeistereien Eynatten und Walhorn sowie der Stadt Eupen und Landrat der Kreise Eupen und vertretungsweise des Kreises Monschau.

## Herkunft
Amand von Harenne war der Sohn des Bürgermeisters Johann Baptist Joseph von Harenne (geboren 1764; gestorben am 23. Dezember 1832) und dessen Ehefrau Anna Josephina von Harenne, geborene Mouton (1777–1857). Nach Oidtman hatte er neun Geschwister, vier Brüder und fünf Schwestern.
Die Familie Harenne, vertreten durch den Advokaten Anwalt Johann Jacob Albert de Harenne (1728–1771) wurde am 24. Januar 1769 vom Kaiserlichen Hofpfalzgrafen Franz Anton von Waldburg-Zeil (1714–1790) in den Reichsritterstand erhoben. Dessen Sohn, Johann Baptist Joseph von Harenne, erhielt die Preußische Anerkennung des Adelstitels am 2. Mai 1827, die Eintragung in die Rheinische Adelsmatrikel folgte am 25. April 1834. Jean Baptist de Harenne wurde am 17. November 1886 auch die Zugehörigkeit zum belgischen Ritterstand verbrieft.

## Werdegang

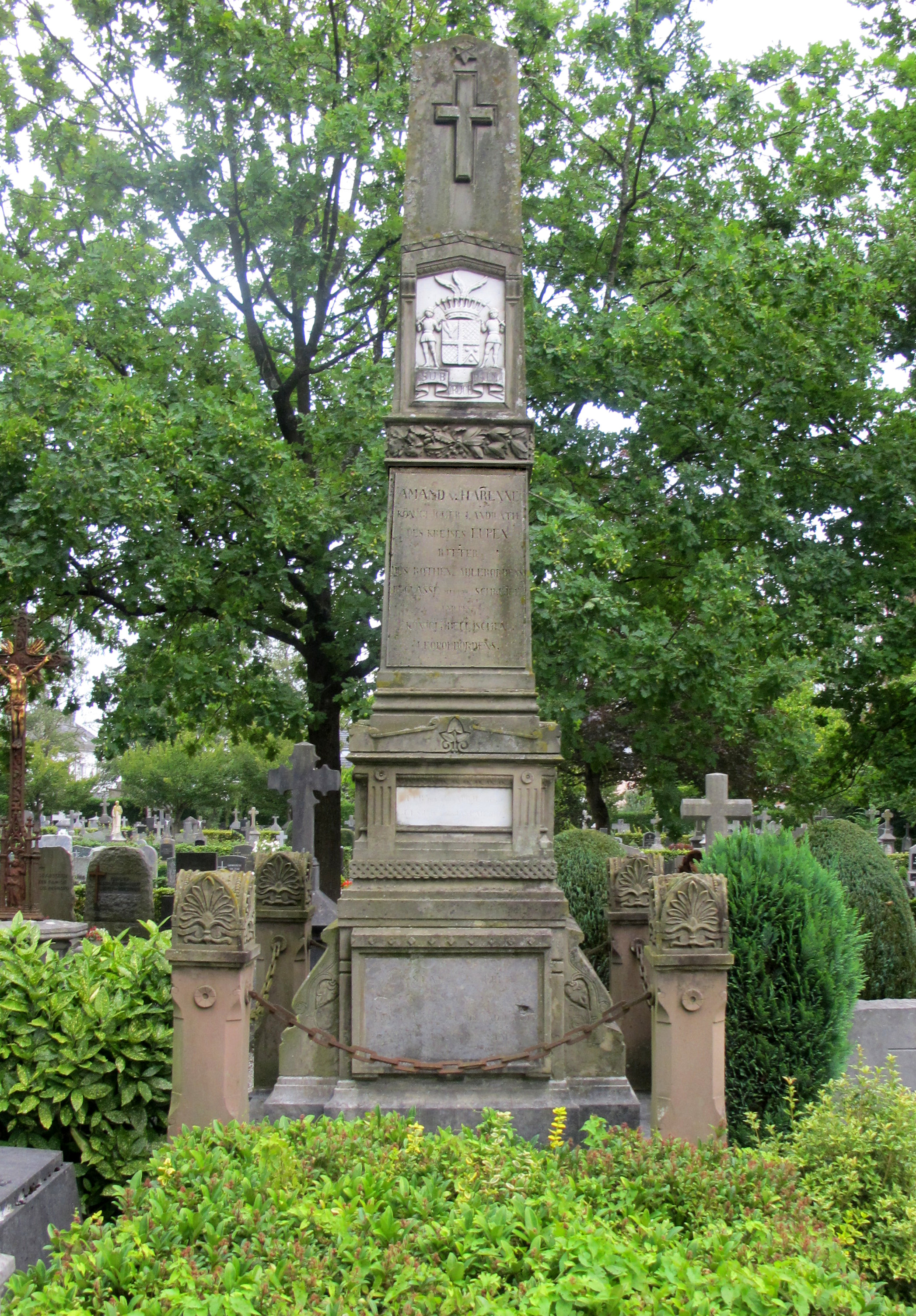
Grabstätte des Amand von Harenne

Amand von Harenne besuchte bis zu seinem zwölften Lebensjahr eine Elementarschule, erhielt nachfolgend bis 1828 Privatunterricht durch den Pfarrer Vincken und bildete sich anschließend im Selbstunterricht fort. Parallel zu seinen autodidaktisch erworbenen Kenntnissen, fand er als Bürgermeistereisekretär an der Seite seines Vaters, Beschäftigung. Seiner Militärpflicht kam er dann von Oktober 1836 bis zum 30. September 1838 nach. Im unmittelbaren Anschluss trat er zum 1. Oktober 1838 als Kreisschreiber in den Dienst des Landrates des Kreises Aachen, Franz Carl Hasslacher. Aus dieser Stellung heraus übernahm er am 14. Januar 1839 als Bürgermeister die Leitung der Bürgermeisterei Eynatten und ab dem 10. Januar 1840 zusätzlich der Bürgermeisterei Walhorn. Am 7. September 1843 folgte dann seine Wahl zum 1. Kreisdeputierten des Kreises Eupen und somit auch Vertreter des Landrats.
Im weiteren Fortschreiten seiner politischen Karriere wurde Amand von Harenne im Jahr 1846 zunächst kommissarisch und schließlich mit Bestätigung vom 24. März 1847 auch endgültig zum Bürgermeister von Eupen ernannt. Er verblieb jedoch nur drei Jahre in diesem Amt. Bereits zum 1. Oktober 1849 übernahm er, wiederum zunächst kommissarisch, die Verwaltung des Kreis Eupen in der Nachfolge des als Regierungsrat zur Königlich Preußischen Regierung nach Aachen wechselnden August von Reiman. Seine definitive Ernennung als Eupener Landrat erhielt von Harenne am 9. November 1850. Er starb im Dienst.
Zusätzlich zu der Verwaltung des Kreises Eupen versah Amand von Harenne vom 1. November bis zum 15. September 1854 und erneut vom 1. November 1854 bis zum 16. Oktober 1856 die Leitung des benachbarten Kreis Monschau. Während des ersten Zeitraumes vertrat er dabei, den mit der Verwaltung des Kreis Heinsberg beauftragten Friedrich Hardt. Im zweiten Abschnitt übernahm er die Vertretung des Landrats bis zum Dienstantritt von Bernhard von Scheibler, während der durch die Versetzung Hardts nach Simmern entstandenen Vakanz.
Neben seiner landrätlichen Aufgaben in Eupen und Monschau fungierte von Harenne seit dem 16. Januar 1854 ferner als preußischer Kommissar für Neutral-Moresnet. Bereits ab 1852 oblag ihm die Polizeiaufsicht über dieses Territorium.
Amand von Harenne war neben dem Lehrer Theodor Hegener einer der maßgeblichen Initiatoren des Eupener Bürgervereins, der im Frühjahr 1848 im Rahmen der Revolutionen von 1848/1849 gegründet wurde, um über politische Tagesfragen zu diskutieren und zu lokalen Problemen Stellung zu beziehen. Schwerpunkt war eine massive Wahlagitation für die demokratische Partei zu den Novemberwahlen 1848, was zu deren deutlichem Wahlsieg führte. Nach der anschließenden Absetzung des demokratisch gewählten Ministeriums in Eupen am 5. Dezember 1848 durch den preußischen König Friedrich Wilhelm IV., setzte sich der Bürgerverein für eine Revision in wichtigen Punkten ein.
Preußen zeichnete Amand von Harenne mit dem Roten Adler-Ordens III. Klasse aus. Von Seiten des belgischen Königshauses wurde ihm der Leopoldsorden verliehen. Stadt und Kreis Eupen stifteten ihm das noch erhaltene Grabdenkmal.

## Familie
Der Katholik Amand von Harenne heiratete am 26. April 1841 in Welkenraedt Anna Maria Theresia Rausch (geboren um 1814 in Welkenraedt; gestorben am 10. April 1867 in Eupen), eine Tochter des Gutsbesitzers Edmund Joseph Rausch und dessen Ehefrau Maria Catharina Rausch, geborene Bonnie(?).